# Sopwith Hippo
Sopwith 3F.2 Hippo byl prototyp britského dvoumístného stíhacího letounu vzniklý v době první světové války. Jednalo se o jednomotorový dvouplošník s výrazným negativním stupněním křídel. Typ nebyl úspěšný, jelikož Royal Flying Corps dal přednost již vyráběnému Bristolu Fighter.

## Vznik a vývoj
Sopwith Aviation Company v létě 1917 navrhla dvoumístný stíhací dvouplošník, označený 3F.2 Hippo, s možným cílem nahradit Sopwith 1½ Strutter ve francouzských leteckých silách.:s.228 Typ nebyl objednán britskou komisí pro vojenské letectví Air Board, která společnosti Sopwith pouze udělila oprávnění ke stavbě prototypu ve vlastní režii.
Hippo byl navržen s cílem poskytnout co nejlepší výhled pilotovi i pozorovateli-střelci, čemuž byla podřízena celá konstrukce letounu. Křídla s dvoukomorovým systémem vzpěr měla značné negativní stupnění (2 stopy a 3 palce, ~0,69 m),:s.236 s kokpitem pilota před náběžnou hranou horního křídla a stanovištěm střelce za jeho zadním nosníkem. Trup vyplňoval mezeru mezi křídly, a hlavy obou členů osádky byly v jedné rovině s horním křídlem, v jehož náběžné a odtokové hraně byly výřezy pro zlepšení zorného pole pilota i střelce.:s.4–5
Pilot ovládal dva synchronizované 7,7mm kulomety Vickers, zatímco střelec měl dva kulomety Lewis stejné ráže, lafetované samostatně na výkyvných závěsech v přední a zadní části kokpitu.:s.156 Pohonnou jednotku představoval jedenáctiválcový rotační motor Clerget 11, vybraný pravděpodobně protože nebyl příliš užíván jinými typy.
První prototyp Sopwithu Hippo vzlétl poprvé 13. září 1917:s.155 Během letových zkoušek bylo zjištěno, že dosahuje horších výkonů a je náročnější na ovládání než Bristol F.2 Fighter, který již byl zaveden do služby.:s.5 Navzdory těmto výsledkům, které znamenaly, že Royal Flying Corps o typ neprojevil zájem, společnost Sopwith prototyp přestavěla, se zvětšeným vzepětím horního křídla, stupněním sníženým na 1 stopu a 9⅜ palce (~ 0,54 m), a zvětšenou svislou ocasní plochou. Původní lafetace pohyblivých kulometů Lewis byla nahrazena obvyklejším oběžným kruhem Scarff s jedním kulometem téhož typu.:s.5–6 Přestavěný prototyp vzlétl poprvé v dubnu 1918 a druhý jej následoval v červnu téhož roku. K další výrobě nedošlo.

## Specifikace
Údaje podle

### Technické údaje
- Osádka: 2 (pilot a střelec)
- Délka: 7,46 m (24 stop a 6 palců)
- Rozpětí křídel: 11,81 m (38 stop a 9 palců)
- Výška: 2,85 m (9 stop a 4 palce)
- Nosná plocha: 31,6 m² (340 čtverečních stop)
- Prázdná hmotnost: 673 kg (1 481 lb)
- Vzletová hmotnost: 1 177 kg (2 590 lb)
- Pohonná jednotka: 1 × jedenáctiválcový rotační motor Clerget 11Eb
- Výkon pohonné jednotky: 200 hp (149 kW)

### Výkony
- Maximální rychlost: 185 km/h (100 uzlů, 115 mph) ve výši 3 050 m (10 000 stop)
- Praktický dostup: 5 200 m (17 000 stop)
- Stoupavost: 5,1 m/s (1 000 stop za minutu)
- Výstup do výše 3 050 m (10 000 stop): 13 minut 25 sekund

### Výzbroj
- 2 × synchronizovaný kulomet Vickers ráže 7,7 mm
- 1 × pohyblivý kulomet Lewis ráže 7,7 mm na oběžném kruhu Scarff